# Çaltı Çayı
Der Çaltı Çayı (auch Çaltı Suyu) ist ein rechter Nebenfluss des Karasu in Ostanatolien.
Der Çaltı Çayı entspringt in dem Gebirgszug Tecer Dağları nördlich der Ortschaft Çaltepe in der türkischen Provinz Sivas.
Die Eisenbahnstrecke Sivas–Eskiköy–Çetinkaya–Divriği–Erzincan verläuft ab Çaltepe entlang dem kompletten Flusslauf des Çaltı Çayı bis zu dessen Mündung. Der Çaltı Çayı verläuft in überwiegend östlicher Richtung. Am Flusslauf liegen die Orte Çetinkaya und Demirdağ sowie die Kreisstadt Divriği. Der Çaltı Çayı mündet nördlich des Keban-Stausees in den Karasu, den rechten Quellfluss des Euphrat. Der Çaltı Çayı hat eine Länge von etwa 150 km.